# ژوزف بالسامو (رمان)
ژوزف بالسامو (به فرانسوی: Joseph Balsamo) نام کتابی است اثر الکساندر دوما نویسندهٔ اهل فرانسه که در ایران در سه جلد با ترجمه ذبیح الله منصوری چاپ انتشارات گوتنبرگ منتشر شده‌است. این کتاب یکی از آثار مشهور ادبی جهان است.
این کتاب در حقیقت مقدمه‌ای است بر کتاب غرش طوفان اثر همین نویسنده. در کتاب ژوزف بالسامو و کتاب غرش طوفان خواننده با دلایل، روند و چگونگی پیروزی انقلاب فرانسه آشنا می‌شود. ژوزف بالسامو در کتاب غرش طوفان با نام کاگلیوسترو حضور پیدا می کند.